# Гассан (Міннесота)
Гассан (англ. Hassan) — тауншип в окрузі Ганнепін, Міннесота, США.
На 2000 його населення склало 2463 особи.

## Географія
За даними Бюро перепису населення США за 2000 рік площа тауншипа становла 55,2 км², з яких 52,8 км² припадає на сушу, а 2,4 км² — на воду (4,32%).

## Демографія
За даними перепису населення 2000 року тут перебували 2463 особи, 778 домогосподарств та 689 сімей. Густота населення — 46,6 осіб/км². На території тауншипа розташовано 788 будівель із середньою щільністю 14,9 будівель на один квадратний кілометр. Расовий склад населення: 98,38% білих, 0,32% афроамериканців, 0,32% азіатів, 0,16% — інших рас США та 0,81% припадає на дві або більше інших рас. Іспанці або латиноамериканці будь-якої раси становили 0,41% від популяції тауншипа.
З 778 домогосподарств в 48,8% виховувалися діти до 18 років, в 81,4% проживали подружні пари, в 4,1% проживали неодружені жінки і в 11,4% домогосподарствах проживали несімейні люди. 8,1% домогосподарств складалися з однієї особи, при тому 2,2% з — одиноких літніх людей від 65 років. Середній розмір домогосподарства — 3,17, а родини — 3,36 людини.
32,9% населення до 18 років, 5,7% у віці від 18 до 24 років, 32,5% від 25 до 44, 24,5% від 45 до 64 і 4,4% від 65 років. Середній вік — 36 років. На кожні 100 жінок припадало 102,5 чоловіків. На кожні 100 жінок після 18 років припадало 103,6 чоловіків.
Середній річний дохід домогосподарства становив 79 158 доларів, а середній річний дохід родини — 81 832 доларів. Середній дохід чоловіків — 46 689 доларів, у той час у жінок — 35 313. Дохід на душу населення склав 27 350 доларів. За межею бідності не перебувала жодна сім'я і 0,3% всього населення тауншипа.